# Frontopsylla hetera
Frontopsylla hetera är en loppart som beskrevs av Wagner 1933. Frontopsylla hetera ingår i släktet Frontopsylla och familjen smågnagarloppor. Inga underarter finns listade i Catalogue of Life.